# Censure à Singapour
 (juillet 2021).
La mise en forme du texte ne suit pas les recommandations de Wikipédia : il faut le « wikifier ».
Les points d'amélioration suivants sont les cas les plus fréquents. Le détail des points à revoir est peut-être précisé sur la page de discussion.
- Les titres sont pré-formatés par le logiciel. Ils ne sont ni en capitales, ni en gras.
- Le texte ne doit pas être écrit en capitales (les noms de famille non plus), ni en gras, ni en italique, ni en « petit »…
- Le gras n'est utilisé que pour surligner le titre de l'article dans l'introduction, une seule fois.
- L'italique est rarement utilisé : mots en langue étrangère, titres d'œuvres, noms de bateaux, etc.
- Les citations ne sont pas en italique mais en corps de texte normal. Elles sont entourées par des guillemets français : « et ».
- Les listes à puces sont à éviter, des paragraphes rédigés étant largement préférés. Les tableaux sont à réserver à la présentation de données structurées (résultats, etc.).
- Les appels de note de bas de page (petits chiffres en exposant, introduits par l'outil «  Source ») sont à placer entre la fin de phrase et le point final[comme ça].
- Les liens internes (vers d'autres articles de Wikipédia) sont à choisir avec parcimonie. Créez des liens vers des articles approfondissant le sujet. Les termes génériques sans rapport avec le sujet sont à éviter, ainsi que les répétitions de liens vers un même terme.
- Les liens externes sont à placer uniquement dans une section « Liens externes », à la fin de l'article. Ces liens sont à choisir avec parcimonie suivant les règles définies. Si un lien sert de source à l'article, son insertion dans le texte est à faire par les notes de bas de page.
- La présentation des références doit suivre les conventions bibliographiques. Il est recommandé d'utiliser les modèles {{Ouvrage}}, {{Chapitre}}, {{Article}}, {{Lien web}} et/ou {{Bibliographie}}. Le mode d'édition visuel peut mettre en forme automatiquement les références.
- Insérer une infobox (cadre d'informations à droite) n'est pas obligatoire pour parachever la mise en page.

Pour une aide détaillée, merci de consulter Aide:Wikification.
Si vous pensez que ces points ont été résolus, vous pouvez retirer ce bandeau et améliorer la mise en forme d'un autre article.
La censure à Singapour cible principalement les questions politiques, raciales et religieuses, telles que définies par les marqueurs OB ou « hors limites ».

## Mise en œuvre
L’Info-communication Media Development Authority (IMDA) approuve la publication, attribue des licences de spectacles et applique le code des programmes de télévision publique, de télévision par abonnement, de publicité télévisée, de radio et de publicité radiophonique. Elle applique des pénalités en cas de dérives. Les décisions de la Media Development Authority (MDA) peuvent faire l’objet d’un appel devant le Comité d’appel de la radiodiffusion, des publications et des arts (Broadcast, Publications and Arts Appeal Committee ou BPAA)  et le Comité d’appel des films (Film Appeal Committee ou FAC). Le Comité de révision de la censure (Censorship Review Committee ou CRC) se réunit tous les dix ans afin d'« examiner et actualiser les objectifs et les principes de la censure afin de répondre aux intérêts à long terme de notre société ». La dernière réunion du CRC a eu lieu en 2009 et environ 80 recommandations ont été formulées l'année suivante, dont la plupart ont été acceptées et mises en place.

## Justification
Le gouvernement de Singapour justifie la censure des questions politiques, raciales et religieuses en indiquant qu'elle évite de bousculer l'équilibre délicat dans leur société qui est multiculturelle.

## Films et vidéos
L'importation, le tournage, la distribution ou la projection de films à Singapour est régie par le Film Act de 1981 Les films ayant pour projet la diffusion commerciale sont présentés à la Media Development Authority (MDA) qui les classe sous six différentes catégories cinématographiques visant différentes audiences :
- G (general) - Convient à tous les âges.
- PG (parental guidance) - Convient à la plupart des enfants sous surveillance des parents.
- PG13 (parental guidance 13) - Convient aux jeunes de plus de 13 ans avec un encadrement parental pour les enfants de moins de 13 ans.
- NC16 (no children under 16) - Interdit aux personnes de moins de 16 ans.
- M18 (mature 18) - Interdit aux personnes de moins de 18 ans.
- R21 (restricted 21) - Strictement interdit aux personnes de moins de 21 ans. Les films de cette catégorie ne peuvent pas être projetés dans les cinémas de banlieue.
- NAR (not allowed for all ratings) - Dans des cas exceptionnels, un film peut-être interdit à toutes les catégories lorsque le contenu du film porte atteinte à l'intérêt national ou contribue à l'érosion du tissu moral de la société. Cela inclut des thèmes promouvant des sujets qui dénigrent une ethnie ou une religion, qui sapent l’intérêt national, du langage qui dénigrent la religion, qui contiennent des activités sexuelles (avec par exemple : pénétration réelle ou éjaculation réelle). Cela inclut aussi un contenu qui fait la promotion et la normalisation de l'homosexualité, encourage la toxicomanie et représente avec de grand détails des actes de violence et de cruauté extrême. Les films classés « NAR » à Singapour sont interdits. Ils ne peuvent pas être vendus, loués, possédés, importés ou rendus publics sous quelque format que ce soit à Singapour, sous peine d'amendes et / ou d'emprisonnement.

En septembre 2014, le documentaire du réalisateur singapourien Tan Pin Pin sur les exilés politiques du Parti communiste Malais (PCM) nommé « To Singapore, With Love (2013) », a reçu la note NAR. La MDA a affirmé qu'il portait atteinte à la sécurité nationale puisque « les individus dans le film ont raconté de manière déformée et mensongère la manière de quitter Singapour et de rester en dehors de Singapour », et qu'un « nombre de ces "exilés" autoproclamés étaient membres ou avaient apporté leur soutien au parti interdit PCM ». La section controversée n°33 du Films Act interdit le tournage, la distribution et la projection de « films à caractère politique », sous peine d'une amende maximale de 100 000 dollars ou de 2 ans d'emprisonnement. La loi définit en outre un « film politique de parti » comme tout produit vidéographique, que ce soit film ou simple vidéo :
« (a) which is an advertisement made by or on behalf of any political party in Singapore or any body whose objects relate wholly or mainly to politics in Singapore, or any branch of such party or body ; or
(b) which is made by any person and directed towards any political end in Singapore ».
Depuis mars 2009, le Films Act a été amendé pour autoriser les films politiques, à condition qu'ils soient jugés factuels et objectifs par un comité externe consultatif. Quelques mois plus tard, ce comité a levé l'interdiction du film Singapore Rebel.

## Musique
En 1963, le gouvernement Singapourien a interdit la chanson Puff, The Magic Dragon, craignant qu'elle ne fasse référence au cannabis. Les albums Velvet Rope et All For You de Janet Jackson ont également été interdits à cause des sujets homosexuels et sexuellement explicites que la BPAA a jugés « inacceptables pour notre société ». Les interdictions ont depuis été levées. I Kissed a Girl, le single de Katy Perry, a été banni de la diffusion radio à cause de ses paroles homosexuelles qui violaient le code de programme de la radio.

## Jeux vidéo
Le 14 avril 2008, l'Info-communications Media Development Authority a annoncé que les jeux vidéos auraient un système de classification officiel et que celui-ci entrerait en vigueur le 28 avril 2008. Il n'a pas été spécifié si les jeux approuvés seraient des versions modifiées. Dans le cadre de ce système, les jeux vidéo à contenu plus durs, tels que le sexe, la nudité, le langage vulgaire, la consommation de drogue ou la violence se verront attribuer le label de notation « Age Advisory » ou le label M18 utilisé pour classifier les autres média à Singapour.
- General (convient à tout âge) - Jeux approuvés pour la distribution à tout le monde. Ces titres n'ont pas pour obligation de porter d'étiquette de notation.

Exemples: Mario Party 10, La Grande Aventure Lego, le jeu vidéo et Angry Birds
- Age Advisory (16 ans et plus) - Peut contenir de la violence graphique modérée, une consommation de drogue, une activité sexuelle implicite, une nudité partielle et un langage vulgaire.

Exemples: Mass Effect 2, Assassin's Creed II, Resident Evil 5, Left 4 Dead et Hitman: Blood Money
- M18 (Mature 18 - 18 ans et plus) - Peut contenir des scènes de violences réalistes dures, telles que le meurtre, la mutilation ou la provocation d'autres blessures graves seulement si la violence n'est pas sadique, cruelle ou abominable. Peut contenir aussi de la consommation de drogue réaliste, la représentation d'activité sexuelle avec une certaine nudité, avec à la fois seins nus et complète frontale, l'utilisation fréquente d'un langage vulgaire et de thèmes matures, y compris le contenu homosexuel.

Exemples : Kingpin: Life of Crime, Yakuza 3, Age of Conan: Hyborian Adventures, Ninja Gaiden Sigma 2, Grand Theft Auto III et Manhunt 2.
Un jeu vidéo, dans les cas les plus extrêmes, peut être interdit à la vente lorsqu'il contient un contenu dépassant les normes sociales acceptables et étant préjudiciable pour la société. Il sera classé comme pour les films avec le label NAR. Dans le cas de l'achat de jeux classés M18, l'état oblige les vendeurs d'effectuer des contrôles d'âge, tandis que les jeux « Age Advisory » peuvent être acheté sans contrôle. Auparavant, la Media Development Authority avait également interdit plusieurs jeux vidéo avant l'introduction de ce système de classification. Par exemple, en novembre 2007, le jeu vidéo The Darkness avait été interdit en raison de la présence de violence graphique et de langage vulgaire. Plus récemment, Mass Effect de BioWare avait été interdit en raison de la possibilité d'avoir une romance homosexuelle en jeu si le joueur choisissait de jouer un personnage féminin. L'interdiction de Mass Effect a ensuite été annulée avec la mise en œuvre du nouveau système de classification des jeux, qui était encore en développement. Cependant, des jeux similaires n'ont pas été interdits ou bannis, comme Prince of Persia et Gears of War qui contiennent de la violence et des décapitations, ou d’autres jeux de BioWare tels que Neverwinter Nights et Jade Empire qui donnent la possibilité au joueur d'avoir une romance homosexuelle.

## Théâtre
Le scénario de toutes les pièces jouées à Singapour a pour obligation d'être préalablement vérifié par la Media Development Authority (MDA). Cette organisation a le droit d'interdire toute représentation qu'il considère comme « contraire à l'intérêt public ». Les recours contre les décisions de MDA doivent être formés auprès du Broadcast, Publications and Arts Appeal Committee (BPAA). En 1994, l'artiste Josef Ng a protesté contre l'arrestation et le lynchage de 12 hommes homosexuels. Pour ce faire, il a frappé des blocs de tofu, il s'est ensuite tourné dos au public et lui a envoyé des poils pubiens. Il a été accusé d'acte obscène et a été interdit de représentation en public. Ses subventions ont été coupées.
En 2005, la MDA a refusé la licence de la pièce Human Lefts de Benny Lim et Brian Gothong Tan, à part si certaines scènes étaient modifiées et tous les passages concernant la peine de mort ne soient enlevées. À l'origine, la pièce avait été écrite sur la pendaison de Shanmugam Murugesu et devait être jouée un jour après l'exécution de Nguyen Tuong Van .
En août 2006, la pièce de théâtre Smegma, a été interdite par la Media Development Authority qui se justifiait en disant que « la pièce dépeint les musulmans sous un jour négatif ».
En mai 2010, le National Art Council (NAC) a réduit la subvention annuelle accordée à la troupe de théâtre W!LD RICE. Cette année-là, 170 000 de dollars ont été accordés contre 190 000 de dollars l’année précédente. C'était la subvention annuelle la plus basse que la société ait reçue. Ivan Heng, le directeur artistique, a affirmé que le financement avait été coupé parce que ses productions promouvaient les modes de vie alternatifs, critiquaient les politiques gouvernementales et satirisaient les dirigeants. En mars 2011, les finances du NAC ont été augmentées à 1,92 million de dollars, soit une hausse de 25%. Ce montant doit être attribué à 16 entreprises artistiques, dont W!LD RICE, dans le cadre de son programme d'un an de subventions majeures.

## Télévision
L'entreprise nationale MediaCorp contrôle toutes les chaînes de télévision publiques diffusées à Singapour, ainsi que 14 chaînes de radio. Les chaînes publiques et payantes sont disponibles sur le câble et sur la fibre. La série Sex and the City de HBO avait été interdite à la fin des années 90 lors de sa diffusion originale, mais l’interdiction a été levée en 2004 après que le code des programmes par abonnement a été modifié. La propriété privée d’antennes paraboliques est illégale, même si les émissions de télévision internationales (telles que CNN International, BBC World News, Fox News Channel, RT, etc.) sont disponibles sur Starhub TV et sur le service SingTel IPTV de Singtel TV. L'Info-communications Media Development Authority, par le biais de ses Programme Advisory Committees pour chacune de ses quatre langues officielles, surveille et fournit des informations sur le contenu diffusé. Le contenu autorisé sur la télévision publique est régi par le code de programme de télévision publique de l'IMDA. Depuis juillet 2011, Singapour a assoupli ses directives en matière de télédiffusion pour permettre aux opérateurs de télévision de diffuser des films classés NC16, M18 et R21 sur des services de vidéo à la demande (VOD). En juillet 2016, la Media Development Authority a officiellement homologué le contenu R21 pour les services Over-the-Top (OTT).

## Internet
Les services Internet fournis par les trois fournisseurs d'accès Internet (FAI) sont soumis à la réglementation de la IMDA, qui bloque 100 sites Web « emblématiques »  tels que Playboy et YouPorn. Depuis le 8 octobre 2014, les jeux d'argent en ligne sont autorisés.
Les agences gouvernementales ont l'habitude de menacer et de recourir les poursuites judiciaires contre les blogueurs et autres fournisseurs de contenu sur Internet. La première instance d'une telle activité a été contre Sintercom en juillet 2001 lorsque le fondateur, Dr. Tan Chong Kee, a été prié de consigner les informations du site Web en vertu du naissant Singapore Broadcast Authority Act (nommée par la suite Media Development Authority). Le Dr Tan a choisi de fermer Sintercom en raison d'inquiétudes quant à l'ambiguïté des lois. En avril 2005, un blogueur, Chen Jiahao, alors étudiant en maîtrise à l'Université de l'Illinois à Urbana-Champaign, a été forcé de s'excuser et a fermé son blog contenant des critiques sur l'agence gouvernementale A*STAR après que Philip Yeo, son président, l'ait menacé de le poursuivre en justice pour diffamation.
En septembre 2005, trois personnes ont été arrêtées et inculpées en vertu du Sedition Act pour avoir publié des commentaires racistes sur Internet. Deux ont été emprisonnés. Plus tard, le syndicat des enseignants a annoncé qu'il offrait une assistance juridique à tous les enseignants qui souhaitaient intenter une action en justice contre des étudiants qui les diffamaient sur leur blogs. Cette action a débuté en réponse des cinq étudiants du Saint Andrew's Junior College suspendus pendant trois jours pour avoir prétendument « dénigrés » deux enseignants et un directeur adjoint sur leur blogs.
Au cours des dernières années[Quand ?], le gouvernement a pris une position beaucoup plus stricte sur les questions liées à Internet, y compris la censure. Des amendements ont été proposés au Code pénal avec comme objectif de responsabiliser les citoyens, les rendre responsables de leur « méfaits publiques » et de donner aux autorités des pouvoirs plus étendus restreignant la liberté d'expression. En septembre 2008, le citoyen américain Gopalan Nair a été condamné à 3 mois de prison pour avoir insulté un représentant de l'état en accusant sur son blog un juge de « se prostituer ».
À compter du 1er juin 2013, la Media Development Authority impose aux sites « qui rapportent régulièrement faits relatifs à Singapour et qui ont une portée significative » de demander des licences individuelles, devant être renouvelées chaque année. Ces sites Web doivent alors afficher un « cautionnement d'exécution » de 50 000 dollars singapouriens et supprimer tout contenu répréhensible dans les 24 heures suivant la réception d'un ordre gouvernemental. Le 14 juin 2013, la Asia Internet Coalition s'en est dite très préoccupée.